# Instrument virtuel

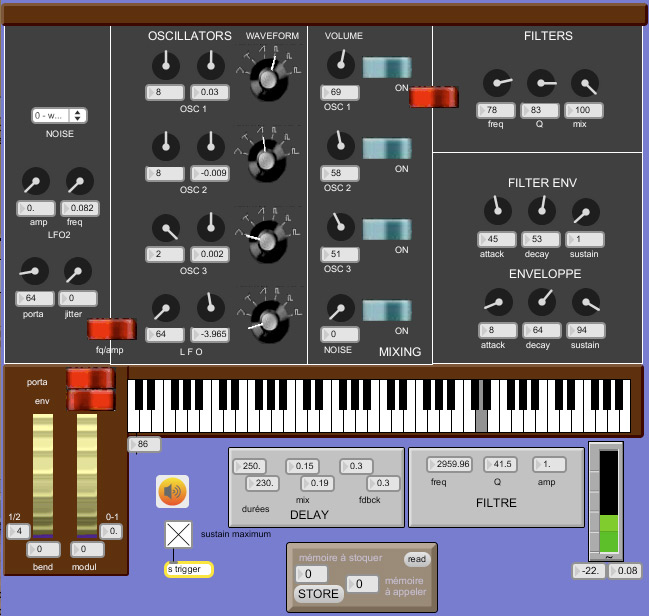
Synthétiseur virtuel POOG réalisé avec Max/MSP.

Un instrument virtuel est un instrument de musique logiciel, c'est-à-dire un instrument permettant de jouer de la musique dont le son est généré par l'ordinateur lui-même. L'instrument virtuel peut reproduire des sons de type électronique comme ceux des synthétiseurs classiques (analogiques ou numériques) ou recréer le son d'instruments réels, soit par modélisation, soit en faisant appel à la technique de l'échantillonnage.

## Utilisation
Certains synthétiseurs virtuels se contrôlent à la souris, mais la plupart se pilotent par commande numérique (grâce au protocole MIDI par exemple, à l'image d'un synthétiseur matériel). Il est possible de faire jouer une partition par un séquenceur, ou bien de connecter un clavier (ou toute autre surface de contrôle) à l'ordinateur qui se comporte alors comme un instrument matériel.
Financièrement beaucoup plus abordables que leurs équivalents matériels, les instruments virtuels sont appréciés aussi bien dans les studios d'enregistrement que dans les home studios pour le gain de place qu'ils offrent. En effet, les sons des synthétiseurs lourds et encombrants du passé, peuvent pour la plupart être générés aujourd'hui à l'aide de synthétiseurs virtuels, avec un résultat suffisamment proche des originaux pour donner satisfaction. En outre, il existe des instruments virtuels qui proposent une synthèse originale ne cherchant pas forcément à imiter tel ou tel instrument connu et permettent ainsi d'étendre les possibilités sonores de la station audionumérique hôte. Les logiciels de synthèse virtuelle, couplés à un séquenceur et installés sur de puissants ordinateurs portables, ont apporté une certaine forme de nomadisme pour beaucoup de musiciens.
Les instruments virtuels peuvent fonctionner en standalone, ou, le plus souvent, en tant que plugin chargé au sein d'une station audionumérique (Ardour, Cubase, Ableton Live, LMMS, Logic Pro, Pro Tools, FL Studio, etc.). Il existe de nombreux formats de plug-in (VST, AAX, AU, LADSPA, LV2, DSSI, etc.), plus ou moins portables. Le logiciel Carla issu de Cadence permet d'utiliser différents types de ces plugins, avec des logiciels ne supportant qu'un de ces formats de plugin.

## Types d'instruments virtuels

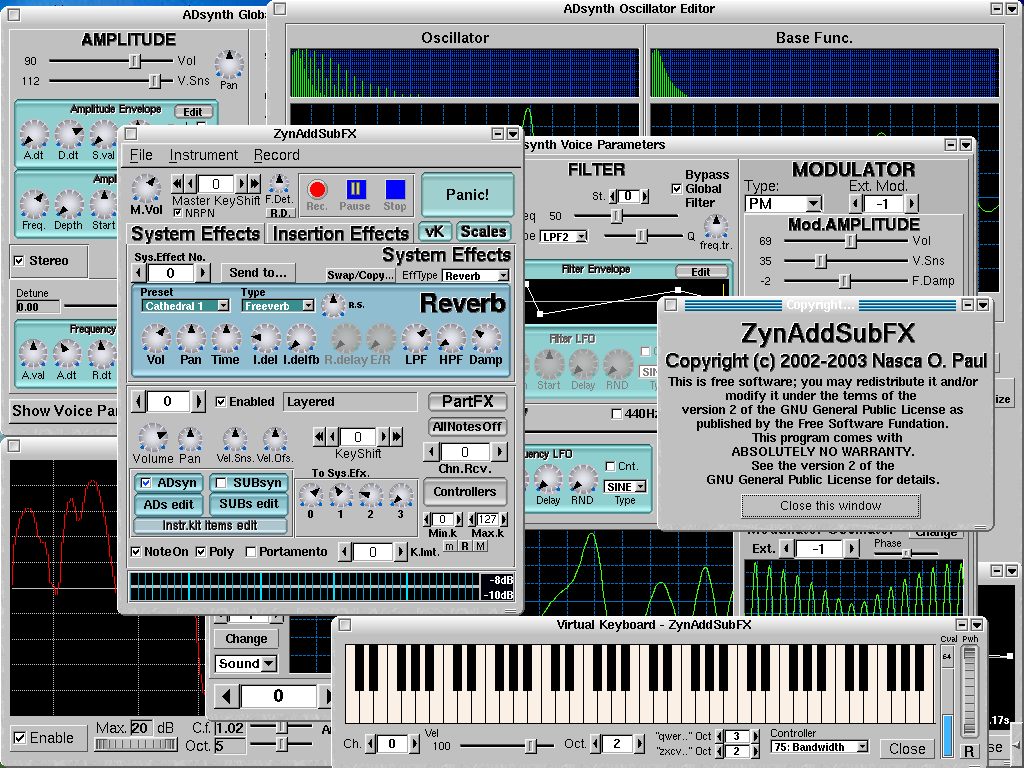
Une interface d’instrument virtuel.

### Les compilations d'échantillons
Ce type d'instruments virtuels s'apparente aux échantillonneurs (samplers en anglais), mais plutôt que de permettre d'échantillonner, ce que fait déjà techniquement un logiciel audionumérique lors de l'enregistrement, ils fonctionnent en se basant sur la lecture d'un ensemble d'échantillons (samples) organisés qui peuvent être regroupés au sein d'un même fichier (comme le format SoundFont : .sf2, le format UVI file system .ufs) pour faciliter les manipulations, ou complètement cachés au sein d'un exécutable.
Les échantillons peuvent être issus de l'enregistrement méthodique d'un véritable instrument. Dans ce cas, l'on multiplie le nombre d'enregistrements pour obtenir un rendu réaliste. En effet, chaque note de l'instrument doit être enregistrée de nombreuses fois pour capter les nuances, un enchaînement, une technique de jeu.
Ces instruments virtuels couvre un très large domaine d'utilisation, que ce soit dans le style de musique ou dans la nature des instruments échantillonnés. Les fichiers associés peuvent être très volumineux et occuper une place conséquente sur le disque dur de l'ordinateur. On trouve ainsi des orchestres complets échantillonnés, comme le Vienna Symphonic Library, qui représentent un volume de plusieurs dizaines de gigaoctets de données. La plupart des instruments virtuels de ce type sont commerciaux, car l'échantillonnage méticuleux d'un instrument réel a un coût : l'opération est très longue et nécessite un matériel d'enregistrement de grande qualité. Au delà de ces modèles génériques, il existe quelques entreprises indépendantes spécialisées en échantillonnage acoustique, qui produisent des modèles demandés par les compositeurs professionnels et qui sont en phase en termes d'exigences avec les travaux de recherche menés par des instituts spécialisés comme l'Ircam (instruments préparés comme le piano préparé...). Pour bénéficier pleinement des qualités des banques de sons échantillonnés à  partir d'instruments réels, il faut également les exploiter dans des outils de lecture d'échantillons  spécialisés comme l'UVI Workstation doté d'un moteur de traitement de signal numérique adapté. Néanmoins, il existe des banques de sons d'instruments virtuels gratuites.

### La synthèse sonore
D'autres instruments virtuels produisent leurs sons à l'aide d'algorithmes informatiques de synthèse sonore, ce qui évite d'avoir recours aux échantillons.
La puissance de calcul des processeurs de dernière génération (depuis 2000) a permis la création de modèles numériques performants, contribuant à une synthèse numérique de qualité de sons de type acoustique, analogique ou numérique.

### La simulation physique d'instrument
Parfois à cheval entre la compilation d'échantillons et la synthèse sonore, il peut aussi s'agir d'une synthèse purement algorithmique permettant de simuler les comportements d'un instrument ou le bruit de différents types d'objets lors de percussion, friction et vibration. Des unités de recherches sont spécialisés dans l'étude de la production de son et leur simulation numérique.

## Arrangement

### Les boîtes à rythmes
Les boîtes à rythmes virtuelles peuvent être basées sur des échantillons ou sur de la synthèse d'instruments de percussion. Elles ont la particularité de proposer des motifs rythmiques et peuvent intégrer un petit séquenceur autonome.

### Séquenceur
Le séquenceur fonctionne un peu sur le principe de la boîte à rythmes, mais permet d'utiliser n'importe quel type d'instrument ou de bruit, de les moduler, et de les faire varier plus finement. Les stations audionumériques accueillant en plug-in les instruments virtuels disposent normalement de base d'un séquenceur très performant doté de grandes possibilités (nombre de pistes, de motifs, etc.). Ces séquenceurs sont MIDI et peuvent d'ailleurs piloter indifféremment des instruments virtuels et des instruments matériels externes connectés à l'ordinateur via une interface MIDI.

## Exemples notables

### Boîtes à rythmes virtuelles
- Attack de Waldorf Music
- BAR de Snapse Orion
- Battery de Native Instruments
- BFD de Fxpansion
- FPC de FL studio
- Gamma 9000 de Koblo
- Groove Agent de Steinberg Media Technologies
- Hydrogen (logiciel libre)
- Rebirth de propellerhead
- Voodoo de Bitheadz

### Synthétiseurs virtuels
- Absynth (Native Instruments)
- Albino
- Ardour (home studio virtuel complet et libre)
- Automat
- Blue
- Click MusicalKEYS (synthétiseur virtuel gratuit)
- Crystal
- FM7 (émulateur du synthétiseur Yamaha DX7 de Yamaha)
- GURU
- Hydra
- impOSCar (émulateur de l'OSC OSCar)
- Jamstix (batterie virtuelle)
- Jellyfilter VSTi
- Logic Express
- Logic Pro
- Lounge Lizard - Piano Électrique (basé sur de la synthèse par modélisation physique)
- LMMS (studio virtuel complet et libre comportant des modules analogiques, numériques et de simulation physique)
- Massive (Native Instruments)
- Max/MSP (synthétiseur modulaire)
- µTonic
- M-Tron (émulateur du Mellotron)
- Moog Modular V (émulateur du Moog Modular)
- MusE (séquenceur d'échantillons et MIDI libre)
- MuseScore (éditeur de partitions et séquenceur MIDI)
- M42 Nebula-M51 Galaxy
- Nyquist (composition et synthèse sonore par interpréteur en Lisp)
- Octopus
- Oddity (émulateur de l'ARP Odyssey)
- Open Cubic Player
- Orion Platinum (logiciel de MAO avec effets et instruments virtuels)
- Pure Data (synthétiseur modulaire libre)
- Ravity
- Reaktor (multi-application de synthèse sonore)
- Reason (studio virtuel complet)
- ReBirth (émulateur du Roland TR-808/TR-909/TB-303)
- Roland / Microsoft GS Wavetable Softsynth (inclus dans Windows XP)
- RolloSONIC (synthétiseur modulaire contrôlé par la souris)
- SawStudio
- Scanned Synth VST
- String Theory
- SuperCollider (langage de programmation pour construire des synthétiseurs)
- SynFactory
- Synful
- Synth1 (gratuit, modelé d'après le synthétiseur Clavia Nordlead 2)
- SynthEdit (shareware, synthétiseur modulaire pour Windows)
- Magnus Choir (produit développé pour créer des chorales naturelles ou synthétiques)
- Sytrus (Image-Line)
- Tassman - Sound Synthesis Studio (basé sur de la synthèse par modélisation physique)
- TiMidity++
- Toxic 2 - FM Synth
- UVI Falcon
- Vanguard
- VCV Rack (synthétiseur modulaire virtuel et libre de type Eurorack comportant des modules analogiques, numériques et de simulation physique)
- White Crow
- Yamaha S-YG / S-YXG
- Zero Vector
- z3ta+
- Zebra 2
- Zoyd
- ZynAddSubFX